# Casa din vis
Casa din vis este un film românesc din 1992 regizat de Ioan Cărmăzan. Rolurile principale au fost interpretate de actorii Gheorghe Dinică, Maia Morgenstern și Horațiu Mălăele.

## Distribuție
Distribuția filmului este alcătuită din:
- Gheorghe Dinică — Chivu Căpălău, țăran chiabur din satul Suligatu, urmașul unor hoți de cai, întemeietorul satului
- Maia Morgenstern — Vica, o femeie cu un copil luată de pe drumuri de Căpălău ca să-i fie nevastă lui Babalete
- Horațiu Mălăele — Niță zis „Babalete”, fiul cel mare și încet la minte al lui Căpălău (menționat Horațiu Mălăiele)
- Sofia Vicoveanca — Nadoleanca, soția lui Căpălău, mama lui Babalete și Onică
- Dan Bădărău — Onică, fiul cel mic al lui Căpălău
- Florin Tănase — Biș, activist comunist local, primarul comunei
- Valentin Berea — Pavel, copilul lui Onică și al Vicăi, nepotul lui Chivu Căpălău
- Remus Mărgineanu — Mutu, o rudă îndepărtată a familiei Căpălău, barcagiul care poartă pe umeri o pereche de aripi
- Papil Panduru — Popa Răgălie, preot bețiv care a fost răspopit
- Magda Catone — Silica, verișoara Vicăi
- Ion Chelaru — Costel, muncitor pe un șantier din Brăila, soțul Silicăi
- Nicolae Praida — activistul comunist venit în sat pentru promovarea colectivizării
- Vitali Rusu
- Boris Bechet
- Ion Colan
- Coca Bloos — vrăjitoarea satului, care o sfătuiește pe Nadoleanca
- Valer Dellakeza — lăutar țigan (menționat Nicolae Delakeza)
- Ozana Oancea
- Liviu Timuș
- Geo Dobre
- Paul Chiribuță
- Florentina Tănase
- Marius Ionescu
- Domnița Constantiniu
- Leon Amorțitu
- Ion Popa
- Marius Toma
- Avram Birău
- Ion Merloiu
- Călin Ahil
- Nicolae Călugărița
- Violeta Berbiuc
- Alexandru Agarici

## Primire
Filmul a fost vizionat de 19.361 de spectatori în cinematografele din România, după cum atestă o situație a numărului de spectatori înregistrat de filmele românești de la data premierei și până la data de 31 decembrie 2014 alcătuită de Centrul Național al Cinematografiei.